# Goofy Foot
Als Goofy Foot wird die Position beim Surfen bezeichnet, wenn der Surfer den rechten Fuß vorn hat. Die gegenteilige Position wird Regular Foot genannt. Während Regular-Foot-Surfer Wellen bevorzugen, deren Breaks auf der rechten Hand liegen, surfen Goofy-Footer lieber auf Wellen, deren Breaks links liegen. Die meisten Surfer behalten die Fußposition bei, mit der sie einmal angefangen haben. Nur die Allerbesten fühlen sich mit beiden Positionen gleich wohl. Die Fähigkeit, leicht von Regular Foot auf Goofy Foot zu wechseln, wird als Switchfoot bezeichnet. Das ermöglicht, seine Haltung genau der Wellenform und der Breakrichtung anzupassen. Mit beiden Fußpositionen zu surfen, zwingt das Zentralnervensystem, das Körpergewicht auf eine andere Weise zu verteilen. Damit wird die Fähigkeit verbessert, sich in der Mitte des Surfbretts zu balancieren. Ob jemand ein natürlicher Regular Footer oder Goofy Footer ist, erweist sich dadurch, welchen Fuß er nach vorn stellt, wenn er überraschend von hinten geschubst wird. Nimmt er den rechten Fuß, ist er ein Goofy Footer.

## Etymologie
Der Ausdruck stammt aus dem Disney-Zeichentrickfilm Hawaiian Holiday aus dem Jahr 1937 (veröffentlicht 1941), in dem die Figuren Pluto und Goofy Surfen gehen. Bei dem Versuch, das Surfen zu lernen, steht Goofy mit dem rechten Fuß vorn auf dem Surfbrett. Bei diesem Versuch verunglückt er jedoch und landet in einem Grab. Ausgehend vom Wellenreiten haben die Bezeichnungen Goofy und Regular auch bei anderen Brettsportarten (z. B. Skateboarden, Wakeboarding etc.) Einzug gefunden.